# Martín Távara
Gerald Martín Távara Mogollón (ur. 25 marca 1999 w Sullanie) – peruwiański piłkarz występujący na pozycji defensywnego lub środkowego pomocnika, reprezentant Peru, od 2019 roku zawodnik Sportingu Cristal.